# Zjednoczone Siły Demokratyczne (Białoruś)
Zjednoczone Siły Demokratyczne – koalicja opozycyjnych ugrupowań białoruskich utworzona na okres wyborów parlamentarnych jesienią 2008. W skład koalicji weszły m.in. Białoruski Front Ludowy, Białoruska Partia Lewicy „Sprawiedliwy świat”, ruch Za wolność czy Zjednoczona Partia Obywatelska. Jesienią 2009 roku Białoruski Front Ludowy i ruch „Za wolność” opuściły koalicję i dołączyły do nowo utworzonego Białoruskiego Bloku Niepodległościowego.